# Gata Velha Ainda Mia
Gata Velha Ainda Mia é um filme de suspense e drama brasileiro de 2014 dirigido e escrito por Rafael Primot. O filme é protagonizado por Regina Duarte como uma escritora em fim de carreira que aceita conceder um entrevista para uma jornalista, interpretada por Bárbara Paz. O filme foi lançado nos cinemas a partir de 15 de maio de 2014.

## Sinopse
Glória Polk (Regina Duarte) fez muito sucesso como escritora no passado e agora, após longo tempo de ausência de novas publicações, volta a escrever. Uma jornalista consegue uma entrevista com a autora e as duas passam a interagir.

## Elenco
- Regina Duarte como  Glória Polk
- Bárbara Paz como  Carol
- Gilda Nomacce como Dida

## Produção
Este é o primeiro longa-metragem dirigido pelo ator e cineasta Rafael Primot. O filme é uma produção de baixo orçamento, estimado em R$ 150 mil. As gravações duraram apenas uma semana e conta com poucos locações, na cidade do Rio de Janeiro. Segundo Regina Duarte, a equipe ensaiou o texto durante um mês antes de iniciar as filmagens para economizar tempo com aluguel de locação.

## Lançamento
O filme foi exibido como hors-concours no Festival do Rio, no final de setembro de 2013. Em seguida, estreou nos Estados Unidos participando do LA Indie Film Festival, em Los Angeles. Foi lançado nos cinemas a partir de 15 de maio de 2015.

## Recepção

### Bilheteria
O filme não teve um bom desenvolvimento comercial à época do lançamento, fato esse que ocorreu com os demais produtos audiovisuais nacionais no mesmo período. Ao todo, Gata Velha Ainda Mia teve um público de 3.180 pessoas.

### Crítica
Gata Velha Ainda Mia teve uma recepção mista por parte dos críticos. As resenhas positivas apontam que o filme supera as expectativas ao apostar numa trama não muito previsível para o gênero e também a atuação de Regina Duarte, a qual foi elogiada e premiada. Já as críticas negativas destacam que o filme se torna monótono entre as conversas das duas personagens centrais da trama, interpretadas por Regina e Bárbara Paz.
No site agregador de resenhas AdoroCinema, o filme dispõe de uma média de 3,2 de 5 estrelas com base em 11 avaliações da imprensa. Em sua crítica ao site, Francisco Russo avaliou o filme com 4 de 5 estrelas, o que o classifica como "Muito bom", escrevendo: "Tenso e surpreendente, Gata Velha Ainda Mia é uma grata surpresa também pela construção da ambientação pelo diretor Rafael Primot. O roteiro, com ecos de O Que Terá Acontecido a Baby Jane? e Crepúsculo dos Deuses, caminha por rumos inesperados até um desfecho instigante, que levanta possibilidades muito interessantes que rendem uma boa discussão. Muito bom filme, tanto pelo trabalho das atrizes quanto pelo desenvolvimento da história em ritmo de suspense."
Emmanuela Oliveira, do site Almanaque Virtual, disse: "[Gata Velha Ainda Mia] é um thriller que supera as expectativas ao escapar habilmente da previsibilidade. [...] o cineasta Rafael Primot merece o reconhecimento por manter estável o nível de tensão em um único campo de ação." Do O Globo, Daniel Schenker escreveu: "Em Gata velha ainda mia, Regina Duarte surge sem glamour, com voz firme, olhar transbordante, expressão perplexa. Não se trata “apenas” de uma atuação de impacto. Rafael Primot desconstrói a imagem idealizada da atriz."

### Prêmios e indicações
| Ano  | Associações                         | Categoria                     | Recipiente(s)        | Resultado |
| ---- | ----------------------------------- | ----------------------------- | -------------------- | --------- |
| 2014 | Los Angeles Indie Film Festival     | Melhor Filme Estrangeiro      | Gata Velha Ainda Mia | Venceu    |
| 2014 | Los Angeles Indie Film Festival     | Melhor Interpretação Feminina | Regina Duarte        | Venceu    |
| 2015 | Prêmio Guarani de Cinema Brasileiro | Melhor Atriz                  | Regina Duarte        | Indicada  |